# Womanizer
«Womanizer» es una canción electropop interpretada por la cantante estadounidense Britney Spears e incluida originalmente en su sexto álbum de estudio, Circus (2008). El equipo The Outsyders compuso y produjo el tema, cuya letra se basa en una chica que confronta a un hombre mujeriego y cuya música incorpora sirenas de sintetizadores. Entre septiembre y noviembre de 2008, Jive Records lo lanzó como primer sencillo del álbum. En respuesta, algunos críticos señalaron que el tema cuenta con una manipulación vocal excesiva y con un estribillo demasiado reiterativo, mientras que otros lo aprobaron al catalogarlo de feminista y contemporáneo. Pese a las diferencias, la mayoría lo catalogó como una secuela del álbum anterior de la cantante, Blackout (2007). Por otro lado, la edición de 2010 de los premios Grammy lo nominó en la categoría de mejor grabación dance y el sello también lo incluyó en el álbum de grandes éxitos The Singles Collection (2009).
Spears ideó el video musical del sencillo y lo rodó bajo la dirección de Joseph Kahn, quien anteriormente dirigió sus videos de «Stronger» (2000) y «Toxic» (2004). La línea de historia muestra a la cantante interpretando los oficios de secretaria, camarera y chófer, y poniendo a prueba la fidelidad de su novio, papel que interpretó el modelo Brandon Stoughton. El video también incorporó escenas que mostraron a la cantante completamente desnuda en una sauna, como respuesta a los ataques que recibía por su peso. En respuesta, los críticos lo catalogaron como uno de sus mejores trabajos. Los MTV Video Music Awards 2009 le otorgaron dos nominaciones, de las cuales ganó al mejor video pop.
Respecto a su éxito comercial, la canción tuvo una buena recepción. Se convirtió en un exitoso número uno en Canadá, Estados Unidos, Francia y, a nivel continental, Europa, y en un sólido éxito top 10 en países como Alemania, Australia, Japón y el Reino Unido. Además de ello, este recibió numerosas certificaciones por sus ventas millonarias y se terminó por alzar como el sencillo más exitoso de Circus. Por su parte, en Estados Unidos «Womanizer» ha vendido 3,5 millones de descargas digitales, las cuales le convirtieron, hasta julio de 2016, en el sencillo de Spears más vendido en formato digital en el país.

## Antecedentes
| «La verdad es que quise experimentar con productores con los que no había trabajado mucho en el pasado, con el objetivo de que le dieran un sonido genial al álbum.» —Spears declaró sobre su decisión de trabajar con The Outsyders, un entonces novato equipo de producción de Atlanta. |

Nikesha Briscoe y Rafael Akinyemi compusieron y coprodujeron «Womanizer», como parte del equipo de producción The Outsyders. Spears grabó la canción con Brendan Dakora en los Glenwood Place Studios, en Burbank, y con Bojan Dugic en los Legacy Studios, en Nueva York. John Hanes desarrolló la ingeniería de Pro Tools, asistido por Tim Roberts. Jive Records anunció el tema como primer sencillo de Circus el 15 de septiembre de 2008. Cuatro días después, la estación de radio 107.5 The River de Nashville publicó un fragmento de mala calidad de 37 segundos de duración en su sitio web. Según Jive Records, un representante suyo tocó una mezcla casi final del tema para personas de la estación, quienes la grabaron sin autorización y la filtraron en Internet. Pese a que la estación retiró rápidamente el fragmento de su sitio, debió pagar una multa de $250 000, dado que las estaciones Z100 de Nueva York y KISS FM de Los Ángeles pagaron al sello para tener el estreno del sencillo.
En un comienzo, «Womanizer» iba a ser estrenado el 23 de septiembre de 2008, pero la fecha fue retrasada, luego de que Spears decidiera realizar grabaciones nuevas con Jim Beanz y Marcella Araica. Finalmente, Serban Ghenea mezcló el tema en los MixStar Studios, en Virginia, y Jive Records lo estrenó en las estaciones de radio el 26 de septiembre de 2008. Posteriormente, el 18 de octubre de 2008, Spears brindó una entrevista en vivo a Z100 y declaró sobre el tema: «Es básicamente decir: «Sabemos a lo que te dedicas». Se trata sobre hombres que engañan a las chicas. Es un himno femenino. Por eso me gusta».
Jive Records realizó el primer lanzamiento digital de «Womanizer» el 7 de octubre de 2008 en iTunes y tuvo un gran éxito. El sencillo rápidamente se convirtió en el tema más vendido en países como Canadá, España, los Estados Unidos,
Francia y Suecia. En pleno auge, el 14 de octubre de 2008, un error técnico lo eliminó por más de medio día en iTunes, lo que provocó pérdidas de ventas. El sello lanzó el sencillo en el Reino Unido el lunes 3 de noviembre de 2008, día que los medios británicos denominaron «Super Monday», dado que otros sellos lanzaron sencillos como «Keeps Gettin' Better» de Christina Aguilera, «If I Were a Boy» de Beyoncé y «Forgive Me» de Leona Lewis.

## Composición
«Womanizer» es una canción electropop movida, cuyo sonido incorpora melodías oscuras de sintetizadores y ritmos orientados al dance. Un editor de Popjustice la llamó «una mezcla» entre dos canciones anteriores de Spears: «Toxic» de In the Zone (2003) y «Ooh Ooh Baby» de Blackout (2007). La canción está compuesta en el formato verso-preestribillo-estribillo e inicia con un sonido característico de sirenas. Según Ann Powers de Los Angeles Times, las voces agudas de Spears son similares al estilo de The Andrews Sisters. Por otro lado, Jim Farber de Daily News notó que la interpretación de la canción tiene «cierto grado de petulancia». Tras el puente, Spears canta el estribillo una vez más y la canción termina, mientras los ritmos cesan y ella culmina con el enganche «You're a womanizer, baby» —«Eres un mujeriego, nene»—. La canción está compuesta en la tonalidad do sostenido menor y cuenta con un tempo de 139 pulsaciones por minuto. Su letra se refiere a un hombre mujeriego.

## Recepción crítica
Peter Robinson de The Observer lo evaluó con el máximo de cinco estrellas, lo llamó «sencillo del regreso» y sostuvo que su gancho es genial. El editor también señaló que la canción ha sido llamada «perezosa» por personas mal informadas que también piensan que la expresión «la la la» de «Can't Get You Out of My Head» de Kylie Minogue (2001), habría sido mejor con palabras adecuadas. Un editor de Popjustice lo comparó a «Some Girls» de Rachel Stevens (2004) y añadió: «El sencillo establece una base muy fuerte para el regreso completo que no culminó la última vez. Es difícil no pensar en él como un tardío contendiente a sencillo del año. [...] Es, literalmente, muy bueno». Myrddin Gwynedd de la versión neozelandesa de The Herald sostuvo que «Womanizer» tiene la palabra «éxito» escrita por todas partes. Por otro lado, el Telegraph Derby lo eligió sencillo de la semana, en la edición del 24 de noviembre de 2008. En su reseña a Circus, Nekesa Mumbi Moody de The Providence Journal sostuvo que «Womanizer» y «Shattered Glass» son «pistas divertidas de discoteca».

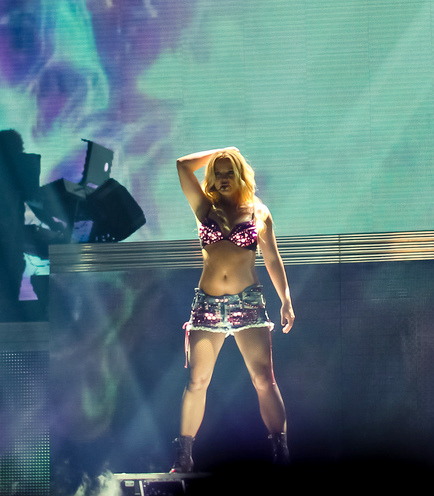
Spears interpretando «Womanizer» en uno de los ochenta espectáculos de la gira Femme Fatale Tour (2011).

Steve Jones de USA Today lo seleccionó como uno de los temas sobresalientes de Circus y comentó que «Spears parece más a gusto cuando está jugando a probar la tarta». Talia Kraines de la BBC comentó que la cantante necesita más canciones como «Womanizer», al decir: «La Britney 2.0 tiene que estar llena de movimientos salvajes destinados a la pista de baile». Simon Price de The Independent señaló que el sencillo toma su sonido electrónico de Goldfrapp. Ann Powers de Los Angeles Times elogió la entrega de Spears y la letra, al señalar: «La canción es sobre el tipo de empoderamiento femenino que se centra en superar a un hombre desagradable. También es vintage y contemporánea al mismo tiempo. Es más feminismo que individualismo». Mike Newmark de PopMatters señaló: «El sencillo es un barajador sustancioso y de alto voltaje, dirigido por The Outsyders, quienes hicieron un trabajo admirable al volver a crear la química entre Spears y Danja en "Gimme More"».
Bill Lamb de About.com creyó que Spears estaba segura, pero que la canción sonaba «como un intento bastante débil como para acercarse a la actitud de Katy Perry en un contexto clásico del burbujeante pop futurista de Britney». Posteriormente, enlistó a «Womanizer» como tercer sencillo pop más molesto de 2008. Jim Farber del Daily News señaló que el preestribillo fue lo más repetido en una canción pop desde la versión de «Gimmie Dat Ding» de The Shaggs (1982). Jim Abbott del Orlando Sentinel señaló que el sencillo es básicamente una actualización adulta del teen pop de la cantante. Ian Watson de Dotmusic escribió: «Spears parece atrapada en este sencillo. No atrapada, sino que desesperada y angustiada, pero literalmente atrapada en un congelador, como si hubiera sido puesta en un robot en una línea de producción y tuviera que cantar estas palabras, bailar estos pasos, hacer las cosas de esta manera, hasta que el centro de atención se disperse y la fábrica se apague durante la noche». Por otro lado, Nick Levine de Digital Spy lo calificó con cuatro de cinco estrellas, lo llamó «sexy» y «más que un sencillo asesino», y señaló que «suena como una gran pista perdida de Blackout» mientras que su colega Alim Kheraj lo enlistó como el décimo mejor sencillo de la cantante. La 52.ª entrega de los Premios Grammy nominó a «Womanizer» a mejor grabación bailable, categoría que la cantante ganó años antes con «Toxic» (2004). No obstante, «Poker Face» de Lady Gaga (2008) ganó el premio.

## Video musical

### Rodaje
Spears rodó el video musical de «Womanizer» los días 24 y 25 de septiembre de 2008 en el restaurante Takami Sushi & Robata y en Elevate Lounge, en Los Ángeles, bajo la dirección de Joseph Kahn, quien anteriormente dirigió sus videos de «Stronger» (2000) y «Toxic» (2004). Según Kahn, la cantante ideó el concepto original, el que incluyó todos los elementos principales del video. De acuerdo a declaraciones incluidas en el documental Britney: For the Record, Spears ideó una secuela del video de «Toxic» y Kahn se aproximó a la idea pensando en «una respuesta 2008» de dicho video. Al respecto, el director señaló: «Toxic» fue la cristalización de la carrera de Britney en ese momento. Hubo elementos y momentos que sentí que podían ser mejorados. «Womanizer» es un poco más propulsor de la moda». Sobre cómo el concepto del video se relacionó con su trabajo anterior, Kahn comentó: «Es solo una gran fantasía de chica. Hay cosas en las que Britney es realmente buena, como tener una habilidad muy natural para saber qué es lo que quieren las chicas. La canción tiene un sonido y una letra mucho más madura. Britney siempre tiene las mejores ideas. Ella es hiperconsciente de la cultura pop». Spears y Kahn idearon el vestuario y la apariencia de cada uno de los personajes que interpretó la cantante. Kahn sugirió las escenas de Spears desnuda en el sauna, como respuesta a los ataques que la cantante recibía en los últimos años sobre su peso. Respecto a lo último, el director señaló: «Yo sabía que todo el mundo estaría mirando, así que quería algo que dijera: «Esta es Britney, por eso debes respetarla». Para la grabación de dichas escenas, el equipo de rodaje despejó el set durante dos horas y dejó grabando a Spears y Kahn a solas. El director también decidió finalizar el video con una escena de Spears sonriendo, porque sintió que solo necesitaban decirle a todo el mundo que ella estaba bien. Al final del programa 20/20, ABC estrenó la versión censurada del video el 10 de octubre de 2008. Según Jive Records, el estreno tuvo la mayor audiencia de la noche y «Womanizer» fue el primer video que el canal estrenó en horario estelar. MTV estrenó la misma noche la versión sin censura.
David Blackburn fue el editor del video de «Womanizer», así como los de «Toxic» y «Do Somethin'».

### Trama

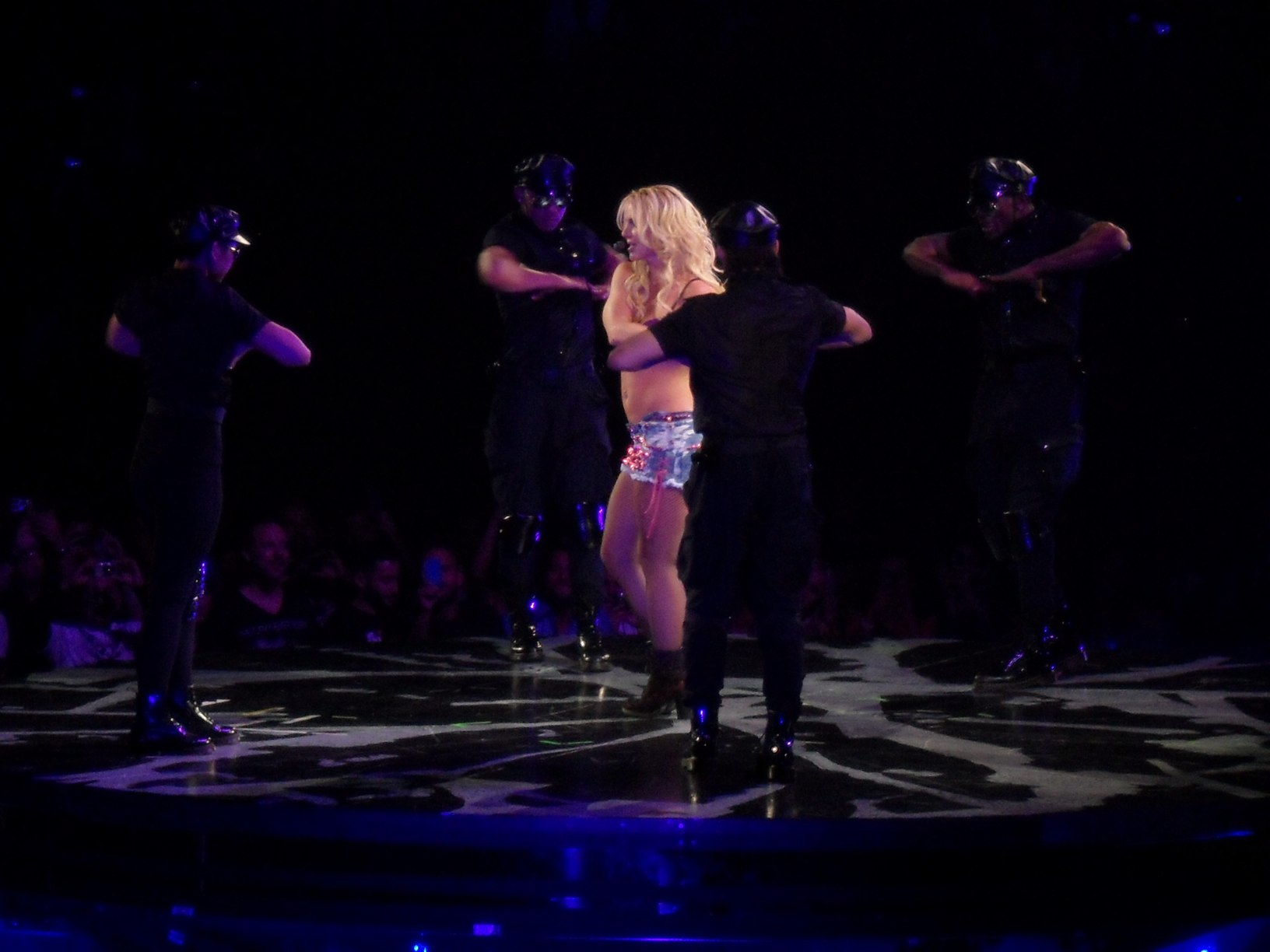
En las giras The Circus Starring: Britney Spears (2009) y Femme Fatale Tour (2011), la cantante presentó «Womanizer» rodeada de bailarines vestidos como policías.

El video comienza con un epígrafe de apertura que dice «Womanizer». Durante todo el transcurso del clip, se interponen escenas de Spears desnuda y sonriente en un sauna, mientras cubre sus senos con las manos. Cuando comienza el primer verso, la cantante lleva un camisón de levantar y le prepara el desayuno a su novio —interpretado por el modelo Brandon Stoughton—, quien se dispone a ir a trabajar. Cuando el protagonista está en la oficina, ve una secretaria nueva, que en realidad es Spears disfrazada con gafas, una falda y una peluca negra de melena. Durante el primer estribillo, ella le canta y le baila, y lo lleva a una fotocopiadora, donde fotocopia sus nalgas, mientras el la graba con un celular de la marca finlandesa Nokia Nokia 5800 XpressMusic. En el lugar se aprecia un hombre de aspecto torpe, correspondiente a uno de los personajes del video de «Toxic». Posteriormente, Spears aparece en un restaurante, vestida como una osada camarera pelirroja con tatuajes en los brazos. Ella baila alrededor del protagonista con sus bailarines, lo lleva a la cocina y lo arroja contra un mostrador, donde se le sube encima y le coquetea. Luego, la cantante aparece vestida de chofer de un automóvil negro y lleva al protagonista al departamento, después del trabajo. Entonces ella empieza a besarlo, mientras conduce el coche con el talón. Una vez que el protagonista llega al departamento, Spears revela que fue ella quien encarnó las tres mujeres con las que coqueteó durante el transcurso del día. En seguida, comienza a maltratarlo, encarnando tanto a sus tres alter ego como a ella misma. Finalmente, Spears le lanza un beso de despedida, extiende una manta sobre él y lo hace desaparecer. El video culmina con la cantante sonriendo y con el epígrafe «Womanizer» de la apertura.

### Recibimiento
Bill Lamb de About.com sostuvo que es «posiblemente el mejor video musical en la carrera de Britney». Margeaux Watson de Entertainment Weekly señaló: «El clip parece prometedor. El baile es rígido y mínimo, una decepción, ya que los movimientos de Spears son su punto fuerte. Pero esto es un retorno bienvenido de la Britney que amamos. Se ve magnífica, gira, está engrasada y juega valientemente a ser la vampireza». Un editor de OK! comentó que «además de ver a Brit en tres sensuales atuendos diferentes, el video cuenta con una Britney aceitada, retorciéndose con nada más que una sonrisa». Por otro lado, un editor de Rolling Stone sostuvo que el clip es un cruce entre «Toxic» y The Office, y que la cantante baila y se ve como «la antigua Britney». Courtney Hazlett de msnbc.com reclamó: «Cuando no se muestra a Spears desnuda y retorciéndose en un baño de vapor, está entusiasmada». Adam Bryant de TV Guide sostuvo: «El clip cuenta con algunas de las manos más estratégicamente colocadas en la historia de los videos musicales. Es todo un retorno a la forma de la controversial estrella del pop». Tamar Anitai de MTV escribió que Spears actualizó las «habilidades asesinas» de camarera que mostró en el video de «(You Drive Me) Crazy» (1999) y que con la exposición de su cuerpo «más fuerte que nunca» opacó al clip de «I'm a Slave 4 U» (2001). En 2013, Billboard lo seleccionó como uno de los videos que han usado de mejor forma el desnudo.
Tras su estreno, el clip recibió siete millones de reproducciones en menos de dos días, convirtiéndose en un éxito en Internet. A través de encuestas de MTV y Fuse TV, la audiencia lo catalogó como el mejor video musical de 2008. También ganó video del año en los NRJ Music Awards 2009. Los MTV Video Music Awards 2009 lo premiaron como mejor video pop y lo nominaron a video del año, galardón que sin embargo se llevó «Single Ladies (Put a Ring on It)» de Beyoncé (2008). Jive Records publicó el clip el 25 de octubre de 2009 en la cuenta Vevo de la cantante, donde en julio de 2013 alcanzó los cien millones de reproducciones, tras ser visitado principalmente por personas de Estados Unidos, Chile y Colombia. Por otro lado, la audiencia lo catalogó como el tercer mejor video de Spears, según un sondeo realizado en enero de 2011 por Billboard.

## Rendimiento comercial

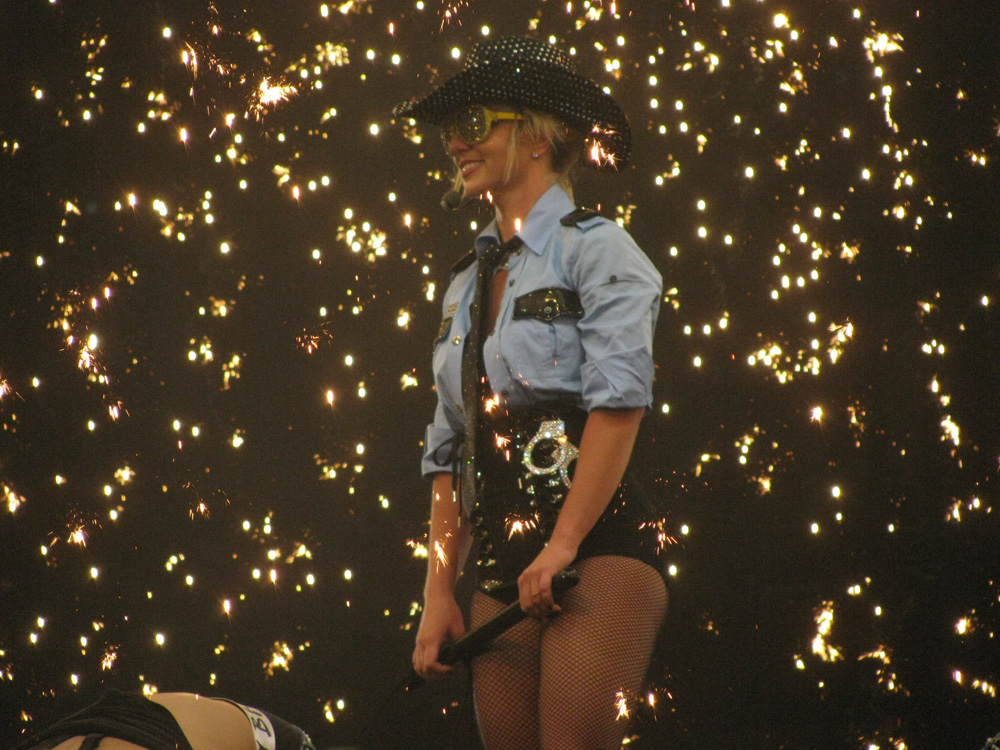
La cantante interpretando «Womanizer» en The Circus Starring Britney Spears.

«Womanizer» registró numerosos logros comerciales. En Europa fue número uno en la lista European Hot 100, según la edición del 20 de noviembre de 2008 de Billboard. El logró se debió a que alcanzó el mismo estatus en Dinamarca, Finlandia, Noruega, Suecia, Francia y la Región Flamenca de Bélgica, y a que se ubicó entre los cinco primeros éxitos semanales en mercados como Alemania, Austria, Irlanda, Suiza y la Región Valona, y entre los diez primeros en otros como España, Italia —donde vendió 14 875 descargas hasta fines de 2008— y los Países Bajos. Según la edición del 9 de noviembre de 2008 de OCC, debutó en el cuarto puesto de la principal lista del Reino Unido, la UK Singles Chart, tras vender 46 000 descargas durante su semana de lanzamiento, convirtiéndose en el décimo noveno sencillo de la cantante que se ubicó entre los diez primeros lugares. De este modo, registró el segundo debut más alto de la edición, después del ingreso número dos de «If I Were a Boy» de Beyoncé, luego de superar los debuts número cinco de «Forgive Me» de Leona Lewis y número catorce de «Keeps Gettin' Better» de Christina Aguilera, entre otros. Cuatro semanas después, alcanzó la tercera posición de la lista, mientras que en agosto de 2019 consiguió la certificación de disco de platino de la BPI, tras vender 600 000 copias. Hasta agosto de 2022 «Womanizer» vendió 835 000 copias en el Reino Unido, donde para entonces era el quinto sencillo más vendido de Spears, después de «...Baby One More Time» (1998), «Toxic» (2004), «Scream & Shout» (2012) y «Oops!... I Did It Again» (2000).

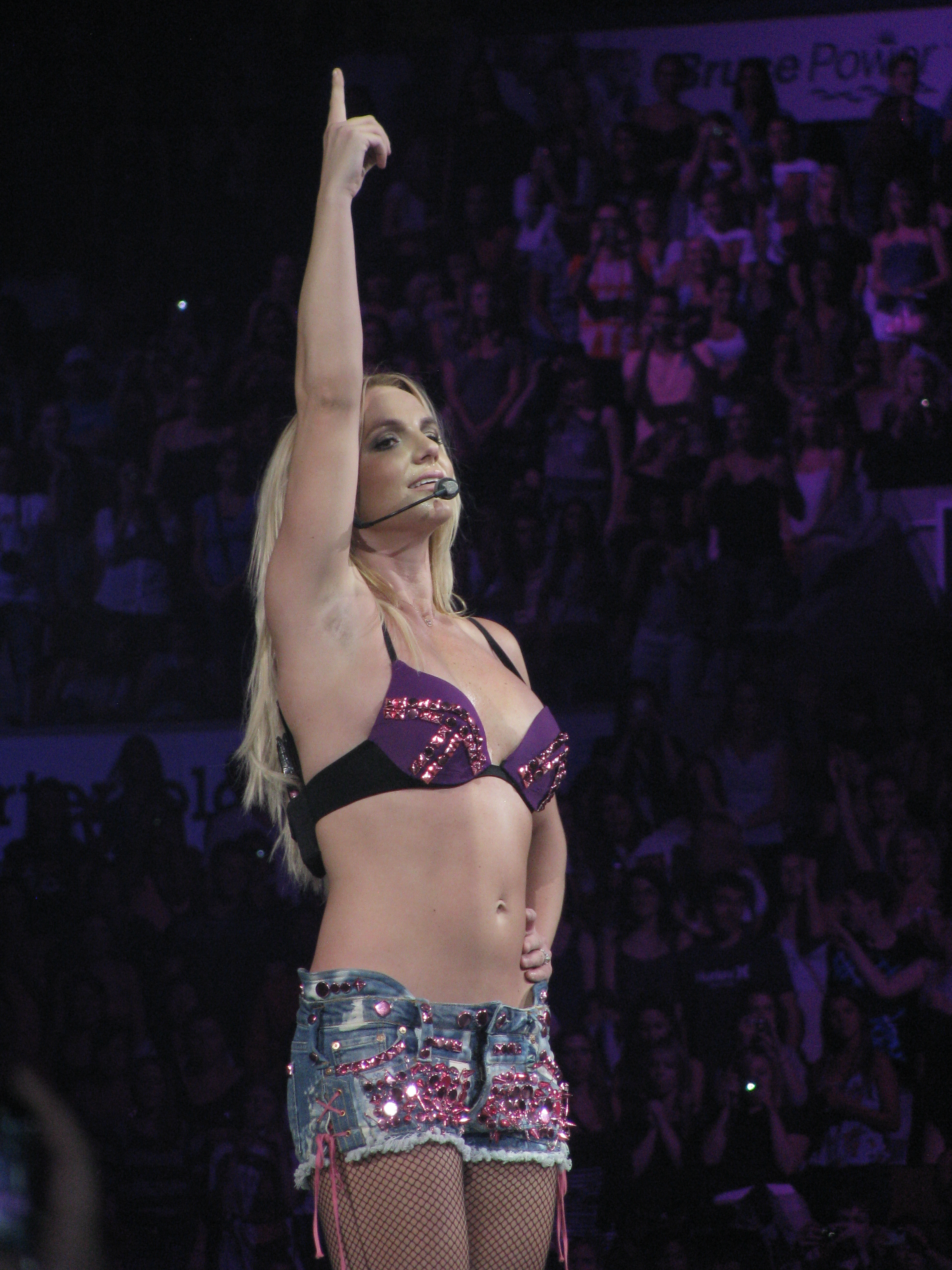
Spears interpretando el sencillo «Womanizer» en Toronto, Canadá.

El tema también registró un buen rendimiento comercial en Oceanía. En Australia alcanzó el quinto puesto y se convirtió en el décimo cuarto sencillo de Spears que figuró entre los diez primeros lugares, según la edición del 9 de noviembre de 2008 de ARIA Charts. A finales de aquel año, la ARIA lo enlistó entre los cuarenta sencillos que tuvieron más éxito durante 2008, mientras que al año siguiente lo certificó disco de platino, tras vender 70 000 copias. «Womanizer» también se ubicó entre los diez primeros éxitos semanales en Nueva Zelanda, donde la RIANZ lo certificó disco de oro, tras vender 7500 copias. Por otro lado, en Japón alcanzó el séptimo puesto de la lista Japan Hot 100, de acuerdo a la edición del 19 de diciembre de 2008 de Billboard. En Canadá se convirtió en el segundo número uno de Spears en la lista Canadian Hot 100, después de «Gimme More» (2007), tras liderar el conteo durante cinco semanas consecutivas, las que comenzaron en la edición del 18 de octubre de 2008 de Billboard. De esta forma, figuró entre los temas que tuvieron más éxito en el país durante 2008 y 2009.
En Estados Unidos, alcanzó la primera posición de la lista Billboard Hot 100, una semana después de debutar en el puesto noventa y seis. El ascenso se debió a que el sencillo vendió 286 000 descargas en el país durante su primera semana en formato digital, con las cuales debutó número uno en el conteo Digital Songs. Así «Womanizer» se convirtió en el segundo número uno de Spears en la Billboard Hot 100, después de casi una década desde que «...Baby One More Time» (1998) alcanzó dicha posición. El sencillo también registró el mayor ascenso a la cima de la Billboard Hot 100, récord que había sido roto por última vez por «Live Your Life» de T.I. con Rihanna (2008) y que posteriormente rompió «My Life Would Suck Without You» de Kelly Clarkson (2009). «Womanizer» también registró el mayor volumen de ventas de descargas de una artista femenina, récord que le pertenecía a «Touch My Body» de Mariah Carey (2008) y que luego sucedió «Today Was a Fairytale» de Taylor Swift (2010). A la semana siguiente, vendió 201 000 descargas, con las cuales lideró el conteo Digital Songs por segunda semana consecutiva.
La semana del debut del álbum, «Circus» debutó número tres y «Womanizer» se ubicó número nueve en la Billboard Hot 100, donde Spears registró la primera instancia en su carrera en que ubicó dos sencillos top 10 de forma simultánea. Entre diciembre de 2008 y enero de 2009, «Womanizer» figuró entre los diez primeros lugares en las listas Dance/Club Play Songs y Radio Songs, y lideró por dos semanas consecutivas el conteo Pop Songs, donde se convirtió en el cuarto número uno de la cantante y en el primero desde «Toxic» (2004). Con sus logros figuró entre los ochenta y los cuarenta sencillos que tuvieron más éxito durante los años 2008 y 2009, respectivamente, y se alzó como el segundo mayor éxito de Spears en la Billboard Hot 100, después de «...Baby One More Time». Según Nielsen SoundScan, hasta julio de 2016, «Womanizer» había vendido 3 500 000 descargas en Estados Unidos, donde se convirtió en el sencillo más vendido de Spears en formato digital —en julio de 2009 llegó a ser el trigésimo noveno sencillo más vendido en dicho formato en el país—.

## Presentaciones

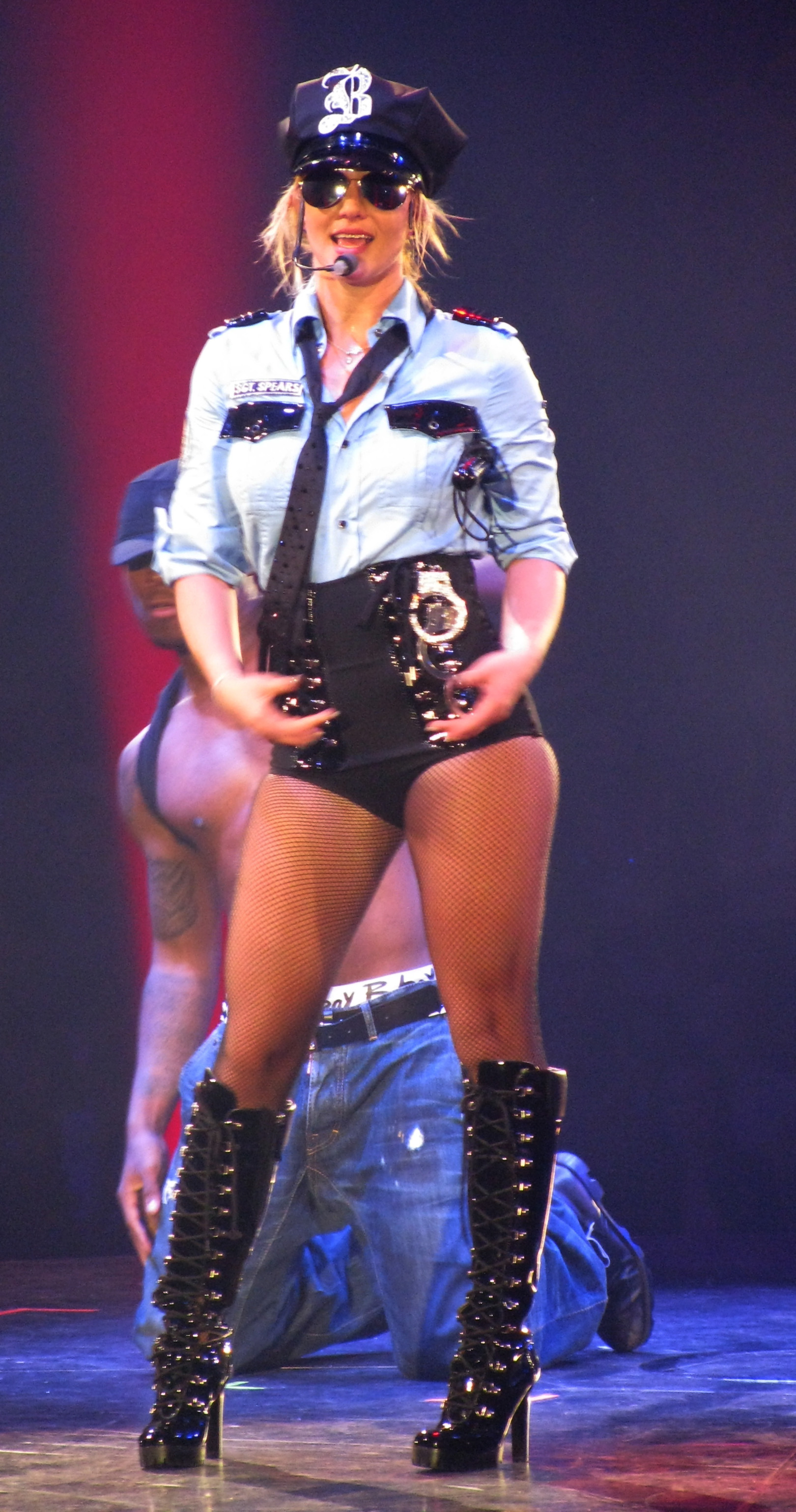
La cantante interpretando «Womanizer» en Londres, en uno de los espectáculos de The Circus Starring Britney Spears (2009).

La primera vez que Spears presentó «Womanizer» lo hizo el 27 de noviembre de 2008 en los Bambi Awards 2008, en Alemania. Para el número la cantante vistió pantalones cortos, medias de rejilla, un top y un sombrero de copa negro. Los medios compararon el vestuario al que utilizó Madonna en los actos iniciales del Sticky & Sweet Tour (2008 – 2009). En la ceremonia, Spears recibió el premio a la mejor estrella del pop internacional de manos del diseñador Karl Lagerfeld, quien le dijo: «Te admiro no solo por tu arte, sino también por tu energía. Estás de vuelta no solo como un ave fénix, sino también como un ave del paraíso». A la noche siguiente, la cantante interpretó la canción en el programa Star Academy, en Francia, con una puesta en escena similar, pero con un vestido rojo. El 30 de noviembre de 2008, Spears presentó el sencillo en The X Factor, en el Reino Unido, donde registró la mayor audiencia en la historia del programa, luego de recibir una audiencia récord de trece millones de televidentes. Sin embargo, Chris Willman de Yahoo! la catalogó como una de las peores presentaciones de la cantante. El 2 de diciembre de 2008, interpretó «Womanizer» y «Circus» en Good Morning America, en Estados Unidos. Tras viajar a Japón, el 15 de diciembre de 2008, actuó en el programa Hey! Hey! Hey! Music Champ y, al día siguiente, presentó «Womanizer» en NTV Best Artist 2008 vestida con un sujetador negro con detalles dorados, pantalones cortos y un sombrero de copa blanco. También lució un tatuaje falso de corazón en una de sus mejillas.
La canción fue parte importante en la gira The Circus Starring: Britney Spears (2009), donde era el número de cierre. Tras un video interludio de «Break the Ice», Spears aparecía en el escenario vestida con un uniforme de oficial de policía diseñado por Dean and Dan Caten, con gafas de sol negras, con un sombrero con la letra «B» como logotipo y con esposas de lentejuelas. Mientras las bailarinas también aparecían vestidas de policías, los bailarines lo hacían como criminales, a quienes Spears seducía. Al final del número, la cantante volvía al escenario principal, el resto la rodeaba y una gran lluvia de chispas caía sobre el escenario. Luego, agradecía al público, hacía una reverencia a cada lado de la arena y se retiraba del escenario, mientras sonaba un instrumental de «Circus». Jane Stevenson de Toronto Sun lo catalogó como uno de los números destacados del espectáculo.
Spears también presentó «Womanizer» en el Femme Fatale Tour (2011), donde la incluyó como canción de cierre del cuarto acto. La cantante interpretaba el tema después del número de «I Wanna Go», donde los bailarines subían a miembros del público al escenario. En ambos números, la indumentaria original de la cantante estaba conformada por botines negros, pantalones cortos y un sostenedor púrpura adornado con brillantes rosados. Cuando interpretaba «Womanizer», los bailarines la rodeaban, vestidos como oficiales de policía. Shirley Halperin de The Hollywood Reporter señaló: «Los números de medio tempo parecían detenerse rápidamente, mientras ofertas más rápidas como "Womanizer", "I Wanna Go" y "Toxic" tenían a la multitud sold out saltando y agitando sus manos en el aire». Ed Masley de The Arizona Republic catalogó a la secuencia conformada por «I Wanna Go» y «Womanizer» como un doble golpe triunfante de grandeza dance pop. Keith Caufireld de Billboard sostuvo que la presentación de «Womanizer» parecía un poco aburrida después de que el número de «I Wanna Go» cautivaba a la audiencia.
En 2013, la cantante incluyó a «Womanizer» en el repertorio de su residencia en Las Vegas, Britney: Piece of Me. Asimismo, en mayo de 2016 la canción formó parte del popurrí realizado por la cantante en la gala de los Billboard Music Awards, debido a que fue homenajeada con el premio Billboard Millennium Award, el cual reconoce los logros de su carrera e influencia en la industria de la música.

## Versiones de otros artistas e influencia
«Womanizer» ha sido versionado por muchos artistas de diversos géneros musicales y por un gran número de aficionados. Clark Collis de Entertainment Weekly explicó: «El tema ha sido interpretado por otros artistas con un entusiasmo que en los últimos tiempos solo es comparable al deseo de los músicos de rehacer "Creep" de Radiohead (1992)». El 8 de diciembre de 2008, la cantante neozelandesa Ladyhawke versionó el sencillo en el segmento Live Lounge de BBC Radio 1. En el mismo mes, la banda estadounidense The All-American Rejects realizó una versión acústica con elementos de «Happy Together» de The Turtles (1967), en el espectáculo Yahoo! Music Pepsi Smash, donde hicieron las percusiones con botellas de cerveza. La cantante británica Lily Allen hizo una versión simplificada del tema y señaló: «La única realidad es que amo a Britney y me encanta esta canción». En respuesta, Nick Levine de Digital Spy escribió: «La versión podría provocar que quienes señalaron que el tema no tiene mucho de un estribillo, lo vuelvan a pensar». En 2009, Allen presentó su versión en los cierres de la gira It's Not Me, It's You World Tour. El cantante francés Sliimy hizo una versión indie renovada del tema. En 2009, los organizadores de The Circus Starring: Britney Spears incorporaron a Sliimy como telonero de la segunda fecha de la gira en París.

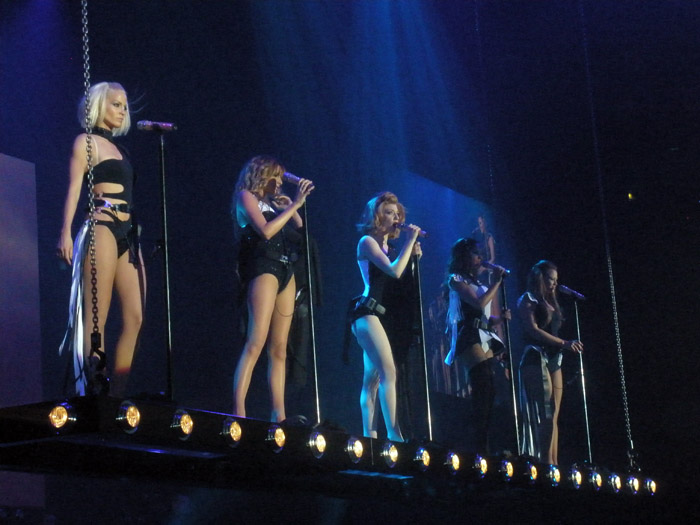
Girls Aloud interpretando «Womanizer» en el Out of Control Tour (2009).

El 13 de enero de 2009, la cantante británica Ana Silvera versionó «Womanizer» en un concierto en Londres. El 6 de abril de aquel año, la banda escocesa Franz Ferdinand también hizo una versión del tema en Live Lounge de BBC Radio 1, donde el vocalista Alex Kapranos afirmó: «Ha sido la mejor canción en los últimos meses». Durante 2009, la banda presentó la versión en una gira estadounidense y el grupo de chicas británicas Girls Aloud versionó la canción en el Out of Control Tour. Dicha versión se incluyó en el álbum en formato de video Out of Control: Live from the O2 2009. Otros artistas que versionaron el tema fueron Fall Out Boy y "Weird Al" Yankovic, quien lo hizo como parte del popurrí «Polka Face» del álbum Alpocalypse (2011).
«Womanizer» también influenció varios sencillos de ritmo movido, tales como «Goodbye» de Kristinia DeBarge y «Crazy Possessive» de Kaci Battaglia. Respecto a dichos sencillos, Ben Norman de About.com señaló: «Siguen de forma admirable la tendencia de un artista apasionadamente demente, sobre un feroz ritmo electrónico. Aunque en años anteriores el sonido de «Womanizer» no era poco común en el Reino Unido —véase Goldfrapp y Rachel Stevens—, esta canción fue un hito en la carrera de la Señorita Spears, por lo que era difícil ignorar el atractivo potencial de contar con otros artistas creando música para atender a sus seguidores».

## Créditos
- Voz principal por Britney Jean Spears.
- Escrita por Nikesha Briscoe y Rafael Akinyem.
- Producida por The Outsyders y K. Briscoe.
- Publicada por Outsyder Entertainment Music Publishing (SESAC)/Gametyme Music Publishing Group (ASCAP)
- Grabada por Brendan Dekora en los Estudios Glenwood Place, Burbank, California, Estados Unidos y por Bojan "Genius" Dugic en los Estudios Legacy, Nueva York, Estados Unidos.
- Grabación respaldada por Derik Lee.
- Mezclada por Serban Ghenea en los Estudios MixStar, Virginia Beach, Estados Unidos.
- Mezcla respaldada por Tim Roberts.
- Ingeniero Pro Tools adicional: John Hanes.
- Masterizada por Tom Coyne de Sterling Sound, Nueva York, Estados Unidos.
- Ejecutiva de A&R: Teresa LaBarbera Whites.
- Mánager: Larry Rudolph de ReignDeer Entertainment.

## Formatos
| Sencillo en CD |                            |          |  |
| N.º            | Título                     | Duración |  |
| 1.             | «Womanizer»                | 3:43     |  |
| 2.             | «Womanizer» (Instrumental) | 3:42     |  |

| Maxisencillo |                                           |          |  |
| N.º          | Título                                    | Duración |  |
| 1.           | «Womanizer»                               | 3:43     |  |
| 2.           | «Womanizer» (Kaskade Mix)                 | 5:31     |  |
| 3.           | «Womanizer» (Junior's Tribal Electro Mix) | 8:47     |  |
| 4.           | «Womanizer» (Instrumental)                | 3:42     |  |
| 5.           | «Womanizer» (Video)                       | 4:05     |  |

| EP  |                                             |          |  |
| N.º | Título                                      | Duración |  |
| 1.  | «Womanizer» (Kaskade Remix)                 | 5:31     |  |
| 2.  | «Womanizer» (Benny Benassi Extended Remix)  | 6:17     |  |
| 3.  | «Womanizer» (Junior's Tribal Electro Remix) | 8:47     |  |
| 4.  | «Womanizer» (Jason Nevins Club Remix)       | 7:32     |  |
| 5.  | «Womanizer» (Tonal Extended Club Remix)     | 5:30     |  |

| Descarga digital/Sencillo en CD de The Singles Collection (2009) |                             |          |  |
| N.º                                                              | Título                      | Duración |  |
| 1.                                                               | «Womanizer»                 | 3:45     |  |
| 2.                                                               | «Womanizer» (Kaskade Remix) | 5:32     |  |

## Posicionamiento en listas

### Semanales
| Alemania          | Media Control Charts     | 4  |
| Australia         | ARIA                     | 5  |
| Austria           | Ö3 Austria Top 40        | 4  |
| Bélgica (Flandes) | Ultratop 50              | 1  |
| Bélgica (Valonia) | Ultratop 40              | 2  |
| Canadá            | Canadian Hot 100         | 1  |
| Chile             | Top 20 canciones         | 2  |
| Dinamarca         | Tracklisten              | 1  |
| Estados Unidos    | Billboard Hot 100        | 1  |
| Estados Unidos    | Digital Songs            | 1  |
| Estados Unidos    | Hot Dance Club Songs     | 9  |
| Estados Unidos    | Pop Songs                | 1  |
| Estados Unidos    | Radio Songs              | 6  |
| Estados Unidos    | Singles Sales            | 2  |
| Eslovaquia        | Radio - Top 100          | 27 |
| España            | PROMUSICAE               | 8  |
| Europa            | European Hot 100 Singles | 1  |
| Finlandia         | OFC                      | 1  |
| Francia           | SNEP                     | 1  |
| Irlanda           | Irish Singles Chart      | 2  |
| Italia            | FIMI                     | 7  |
| Noruega           | VG-lista                 | 1  |
| Nueva Zelanda     | RIANZ                    | 9  |
| Países Bajos      | Single Top 100           | 8  |
| República Checa   | Radio Top 100            | 6  |
| Suecia            | Singles Top 60           | 1  |
| Suiza             | Schweizer Hitparade      | 2  |
| Reino Unido       | UK Singles Chart         | 3  |

| Predecesor: «Nu när du gått» de Lena Philipsson con Orup                   | Top 60 canciones — Sencillo número uno 16 de octubre de 2008 — 22 de octubre de 2008                               | Sucesor: «A Million Candles Burning» de Martin Stenmarck                                    |
| Predecesor: «Human» de The Killers                                         | Top 20 canciones — Sencillo número uno 21 de octubre de 2008 — 3 de noviembre de 2008                              | Sucesor: «If I Were a Boy» de Beyoncé                                                       |
| Predecesor: «So What» de Pink                                              | Canadian Hot 100 — Sencillo número uno 25 de octubre de 2008 — 29 de noviembre de 2008                             | Sucesor: «Hot n Cold» de Katy Perry                                                         |
| Predecesor: «Live Your Life» de T.I. con Rihanna                           | Billboard Hot 100 — Sencillo número uno 25 de octubre de 2008 — 31 de octubre de 2008                              | Sucesor: «Whatever You Like» de T.I.                                                        |
| Predecesor: «Live Your Life» de T.I. con Rihanna                           | Digital Songs — Sencillo número uno 25 de octubre de 2008 — 7 de noviembre de 2008                                 | Sucesor: «If I Were a Boy» de Beyoncé                                                       |
| Predecesor: «Kommer igen» de Nik & Jay                                     | Top 40 canciones — Sencillo número uno 7 de noviembre de 2008 — 14 de noviembre de 2008                            | Sucesor: «Hot n Cold» de Katy Perry                                                         |
| Predecesor: «Vanguard of the New World» de Kinetik Control                 | Top 20 canciones — Sencillo número uno 3 de diciembre de 2008 — 10 de diciembre de 2008                            | Sucesor: «Sex on Fire» de Kings of Leon                                                     |
| Predecesor: «Ah... si tu pouvais fermer ta gueule...» de Patrick Sébastien | Top 100 canciones — Sencillo número uno 13 de diciembre de 2008 — 16 de enero de 2009                              | Sucesor: «Tatoue-moi» de Mikelangelo Loconte                                                |
| Predecesor: «Infinity 2008» de The Guru Josh Project                       | Top 50 canciones — Sencillo número uno 20 de diciembre de 2008 — 26 de diciembre de 2008                           | Sucesor: «Home» de Tom Helsen con Geike Arnaert                                             |
| Predecesor: «If I Were a Boy» de Beyoncé                                   | European Hot 100 — Sencillo número uno 20 de diciembre de 2008 — 2 de enero de 2009                                | Sucesor: «Hot n Cold» de Katy Perry                                                         |
| Predecesores: «Live Your Life» de T.I. con Rihanna                         | Pop Songs — Sencillo número uno 3 de enero de 2009 — 10 de enero de 2009 17 de enero de 2009 — 24 de enero de 2009 | Sucesores: «Live Your Life» de T.I. con Rihanna «Just Dance» de Lady Gaga con Colby O'Donis |

### Listas de fin de año
| País              | Lista             | Año  | Posición | Ref.    |
| ----------------- | ----------------- | ---- | -------- | ------- |
| América del Norte |                   |      |          |         |
| Canadá            | Canadian Hot 100  | 2008 | 65       | [ 113 ] |
| Canadá            | Canadian Hot 100  | 2009 | 36       | [ 114 ] |
| Estados Unidos    | Billboard Hot 100 | 2008 | 80       | [ 115 ] |
| Estados Unidos    | Billboard Hot 100 | 2009 | 39       | [ 116 ] |
| Estados Unidos    | Radio Songs       | 2009 | 45       | [ 117 ] |
| Estados Unidos    | Digital Songs     | 2008 | 51       | [ 118 ] |
| Estados Unidos    | Digital Songs     | 2009 | 35       | [ 119 ] |
| Estados Unidos    | Pop Songs         | 2009 | 26       | [ 120 ] |
| Europa            |                   |      |          |         |
| Alemania          | Top 200 canciones | 2008 | 64       | [ 121 ] |
| Alemania          | Top 200 canciones | 2009 | 108      | [ 122 ] |
| Austria           | Top 75 canciones  | 2009 | 45       | [ 123 ] |
| Bélgica (Flandes) | Top 100 canciones | 2008 | 44       | [ 124 ] |
| Bélgica (Flandes) | Top 100 canciones | 2009 | 33       | [ 125 ] |
| Bélgica (Valonia) | Top 100 canciones | 2008 | 63       | [ 126 ] |
| Bélgica (Valonia) | Top 100 canciones | 2009 | 21       | [ 127 ] |
| Francia           | Top 100 canciones | 2009 | 22       | [ 128 ] |
| Reino Unido       | Top 200 canciones | 2008 | 33       | [ 129 ] |
| Reino Unido       | Top 200 canciones | 2009 | 118      | [ 130 ] |
| Suecia            | Top 100 canciones | 2008 | 35       | [ 131 ] |
| Suecia            | Top 100 canciones | 2009 | 93       | [ 132 ] |
| Suiza             | Top 100 canciones | 2008 | 56       | [ 133 ] |
| Suiza             | Top 100 canciones | 2009 | 57       | [ 134 ] |
| Europa            | European Hot 100  | 2009 | 7        | [ 135 ] |
| Australasia       |                   |      |          |         |
| Australia         | Top 100 canciones | 2008 | 40       | [ 136 ] |

## Certificaciones
| América        |                |      |                           |         |         |
| Estados Unidos | RIAA           | 2023 | Séxtuple disco de platino | 6 000   | [ 137 ] |
| Europa         |                |      |                           |         |         |
| Bélgica        | IFPI Bélgica   | 2009 | Disco de oro              | 15 000  | [ 138 ] |
| Dinamarca      | IFPI Dinamarca | 2008 | Disco de platino          | 15 000  | [ 139 ] |
| España         | PROMUSICAE     | 2009 | Disco de oro              | 20 000  | [ 140 ] |
| Finlandia      | IFPI Finlandia | 2009 | Disco de oro              | 5000    | [ 141 ] |
| Reino Unido    | BPI            | 2019 | Disco de platino          | 600 000 | [ 142 ] |
| Suecia         | IFPI Suecia    | 2009 | Disco de oro              | 10 000  | [ 143 ] |
| Australasia    |                |      |                           |         |         |
| Australia      | ARIA           | 2009 | Disco de platino          | 70 000  | [ 144 ] |
| Nueva Zelanda  | RIANZ          | 2009 | Disco de oro              | 7500    | [ 145 ] |